# Cửa Sót
Cửa Sót (tên gọi khác: Cửa Nam Giới, Nam Giới hải môn) là một cửa biển ở miền Trung Việt Nam, thuộc tỉnh Hà Tĩnh. Đây là một trong 4 cửa biển quan trọng của Hà Tĩnh.

## Tên gọi:
Tên gọi Cửa Sót bắt nguồn từ việc cửa biển này nằm khuất sau 1 ngọn núi (núi Nam Giới), khi bão đổ bộ vào duyên hải xứ Nghệ xưa đều bị lệch hướng lên hoặc xuống hoặc tan trước khi vào cửa biển, vì vậy mới có tên gọi là Sót (ý nghĩa là bị sót lại).
Theo sử sách mỗi lần qua đây các vua chúa, quan các triều đại trước thường dừng nghỉ lại đây sau cuộc chinh chiến hoặc tuần du và xem cửa Sót - Nam Giới như một căn cứ để từ đó tiếp tục hành trình vào Nam hay ra Bắc.

## Vị trí địa lý
Cửa Sót thuộc huyện Thạch Hà, tỉnh Hà Tĩnh. Nằm trên tọa độ: 18 độ 27’54" độ vĩ bắc và 105 độ 55.30 độ kinh đông.

## Đặc điểm:
Cửa Sót rộng khoảng 700m, trước cửa biển có một chớn cát. Lưu lượng nước qua cửa biển đo được lúc lớn nhất là 3800m3/s. Phía Nam và Đông cửa Sót là núi Nam Giới đứng gió biển.
Bên trong Cửa Sót có 1 đoạn lạch được gọi là Lạch Sót. Lạch Sót thuộc hệ thống sông ngắn ven biển, được giới hạn từ sông Đò Điệm đến cửa Sót, dài 8 km (cũng có tài liệu giới hạn lạch Sót chỉ từ Hộ Độ trở xuống). Lạch Sót thu nhận nước từ ba nguồn là: Sông Nghèn - Hà Hoàng, sông Cày và sông Rào Cái. Ba nguồn này hợp lưu không cùng một chỗ nhưng đều qua Cửa Sót mà đổ ra biển từ 36 đến 40 triệu m3 nước và trên 70.000 tấn bùn cát mỗi năm.
Lạch Sót khi chảy cắt ngang tỉnh lộ IX đã tạo ra một bến đò ngang rất lớn với cái tên bến đò Hộ Độ, một thời từng đảm nhận là nơi trung chuyển người và hàng hóa qua lại của huyện Thạch Hà.
Đò Điệm là khúc sâu nhất của đoạn sông này nhưng những phần dưới đó lại quá cạn. Tàu thuyền vì thế phải đỗ ở Vũng Ông (vùng Rồng), trước cửa đền Chiêu Trưng.

## Lịch sử:
Thời Lê Thánh Tông, thì khu vực Cửa Sót "Vũng Rồng, đèn rực cầu tàu" ("Kiều biên thương bạc Long tê hỏa" - thơ Lê Thánh Tông).
Sách Đại Nam Nhất Thống Chí viết: "Cửa biển (chỉ cửa Sót) rộng 37 trượng, thủy triều lên sâu 8 thước, thủy triều xuống sâu 5 thước… trước kia thuyền phương Bắc sang nước ta thường đậu ở đây".
Cửa Sót nguyên xưa chảy qua làng Dương Luật (Thạch Hải) phía nam rú Bể, giữa Nam Giới và hòn Mốc. Dòng chảy đó theo thế nước và hướng đông nam của sông Nghèn - Hà Hoàng. Khi sông Sót chảy theo dòng này vẫn có một con hói nhỏ từ Mai Phụ đi xuống Kim Đôi (Thạch Kim). Hói này chảy cùng hướng với sông Rào Cái. Về sau sông Nghèn có bị phân tán, lượng nước yếu dần.

## Trong văn hóa dân gian
Ca dao:
"Khúc sông bên lở bên bồi,
Bên lở lở mãi, bên bồi bồi thêm"
Thơ:
"Biển Nam Giới ai ngờ,
Rồng đá vươn khỏe thế"
Tiến sĩ Bùi Dương Lịch
"Quay mũi thuyền vào ngước cổ trông,
Nhìn xem Nam Giới nước trùng trùng"
Thơ Trịnh Hồng Dực
"Chiều chiều giăng lái,
Thuyền bát ngát nghênh ngang,
Nom vô chợ Hôm Trang
Vui hơn miền thành thị".
Vè nốc đáy